# Авіон (Франція)
Авіо́н (фр. Avion) — муніципалітет у Франції, у регіоні О-де-Франс, департамент Па-де-Кале. Населення — 17 672 особи (01.01.2021).
Муніципалітет розташований на відстані близько 180 км на північ від Парижа, 30 км на південний захід від Лілля, 14 км на північ від Арраса.

## Демографія
Динаміка населення (base Cassini de l'EHESS pour les nombres retenus jusque 1962, base Insee à partir de 1968 (population sans doubles comptes puis population municipale à partir de 2006) ·  ):

## Економіка
2010 року серед 11 031 особи працездатного віку (15—64 років) 6791 була активною, 4240 — неактивними (показник активності 61,6%, у 1999 році було 57,0%). З 6791 активної мешканців працювали 5353 особи (3036 чоловіків та 2317 жінок), безробітними було 1438 (787 чоловіків та 651 жінка). Серед 4240 неактивних 1200 осіб було учнями чи студентами, 908 — пенсіонерами, 2132 були неактивними з інших причин.

У 2010 році в муніципалітеті нараховувалося 6998 оподаткованих домогосподарств, у яких проживали 17849,0 особи, медіана доходів виносила 12 630 євро на одного особоспоживача